# Râul Ghemeș
Râul Ghemeș este un afluent al râului Lechința. 

## Hărți
- Harta județului Bistrița-Năsăud